# Walram II. (Zweibrücken)
Walram II. (* um 1298; † 29. September 1366) war Graf von Zweibrücken und kaiserlicher Statthalter in Lothringen.
Da Walram beim frühen Tod seines Vaters Simon noch ein Kind war, führte zunächst seine Mutter Agnes von Saarbrücken bis etwa 1327 die Regierungsgeschäft und wurde darin von Graf Eberhard von Zweibrücken-Bitsch, dem Bruder seines Großvaters, unterstützt.
Unter der Herrschaft von Walram II. wurde Zweibrücken im Jahr 1352 gemeinsam mit Hornbach von König Karl zur Stadt erhoben. Nach Albert Becker war dies ein Gnadenbeweis für die Unterstützung Walrams in Karls Kampf um die Krone mit Günther von Schwarzburg.
Walrams Großvater, Walram I., hatte mit seinem Bruder Eberhard die ererbte Grafschaft in zwei selbständige Herrschaftsgebiete geteilt und so die Grafschaft Zweibrücken-Bitsch begründet. Aufgrund unklarer Rechtsverhältnisse und häufiger Streitigkeiten schlossen Walram II. und Graf Simon I. von Zweibrücken-Bitsch am 13. September 1333 einen endgültigen Teilungsvertrag, eine so genannte Todttheilung, worin sämtliche Güter und Rechte in allen Einzelheiten aufgeführt und zugeordnet wurden. Erst in diesem Vertrag wurde die Teilung in die Häuser Zweibrücken-Zweibrücken und Zweibrücken-Bitsch definitiv vollzogen.
Beim Reichstag zu Nürnberg im Jahr 1356 wurde Walram von Karl, der nun Kaiser war, zum kaiserlichen Statthalter von Lothringen ernannt, ein Amt, das er bis 1364 ausübte.
Walram II. gilt als der Bedeutendste in der Reihe der Zweibrücker Grafen, der das Gebiet der Grafschaft deutlich vergrößerte. Er war mit Johanna von Bar-Pierrefort verheiratet. Das Paar hatte einen Sohn, Eberhard II., verstorben 1394, verheiratet mit Lyse Gräfin von Veldenz. Eberhard war der letzte Graf von Zweibrücken.